# Nomada villosa
Nomada villosa là một loài Hymenoptera trong họ Apidae. Loài này được Thomson mô tả khoa học năm 1870.